# Mearnsiana
Mearnsiana (Syn. Hennobrimus) ist eine Gattung aus der Ordnung der Gespenstschrecken (Phasmatodea) die auf den philippinischen Inseln Mindanao, Leyte und Dinagat beheimatet ist.

## Merkmale
Die Gattung gilt als die farbigste der Unterfamilie Obriminae bzw. der gesamten Familie Heteropterygidae. Die Arten sind in beiden Geschlechtern flügellos. Die Männchen beider Arten haben gut körperlange Fühler. Sie erreichen 4,35 bis 5,1 cm Körperlänge, wobei Mearnsiana maranao die kleinere und stachligere Art ist. Die Grundfarbe ist olivgrün. Meso- und Metathorax sind ober- wie unterseits orangebraun gefärbt und haben zwei Paar etwas dunklere Buckel auf der Oberseite, die bei Mearnsiana maranao als längere Spitzen ausgebildet sind. Bei den Männchen von Mearnsiana bullosa ist die Abdomenoberseite auffällig gelb, rot und grün gefärbt. Die Lebendfärbung von Mearnsiana maranao ist genau wie deren Weibchen nicht bekannt. Die 8 bis 9,8 cm langen Weibchen von Mearnsiana bullosa sind oberseits kräftig grün oder etwas schlichter grünbraun gefärbt. Beine, Fühler und Legestachel sind hellbraun. Die Farbe der Unterseite variiert von Orangebraun bis leicht Lila. Das Abdomen endet in einem langen, geraden Legestachel, welcher den eigentlichen Ovipositor umgibt.

## Systematik
Im Jahr 1939 beschrieben James Abram Garfield Rehn und sein Sohn John William Holman Rehn die Gattung anhand einer männlichen Nymphe der ebenfalls beschriebenen Mearnsiana bullosa, die damit die Typusart der Gattung darstellt. Dieser männliche Holotypus wurde am Vulkan Apo auf Mindanao gefunden und ist im National Museum of Natural History in Washington, D.C. hinterlegt. Der Name Mearnsiana ist dem US-amerikanischen Ornithologen und Naturforscher Edgar Alexander Mearns gewidmet, welcher den Holotypus am Apo gefunden hatte. Der Artzusatz bullosa bedeutet „blasig“. Da der juvenile Holotypus der Art sich deutlich von den adulten Tieren unterscheidet, wurde die Art in der Folge noch zweimal an adulten Tieren neubeschrieben. Einmal von Ireneo L. Lit, Jr. und Orlando L. Eusebio 2005 als Trachyaretaon manobo und ein weiteres Mal 2006 von Oskar V. Conle als Hennobrimus hennemanni. Dass beide synonym zu Mearnsiana bullosa sind, wurde bereits 2008/2009 klar, als durch die erfolgreiche Nachzucht der Art alle Stadien bekannt waren. Offiziell synonymisiert wurden sie 2016 von Frank H. Hennemann et al. Sarah Bank et al. zeigen 2021 in ihren auf Genanalysen basierenden Untersuchungen, dass es neben der Typusart noch mindestens eine zweite, unbeschriebene Art in der bis dato monotypischen Gattung gibt. Das untersuchte Weibchen wurde Thomas Buckley und A. Mohagan am 22. Mai 2012 am Mount Redondo im Norden der Insel Dinagat gefunden. Nicht von dort, sondern aus Lanao del Norte auf Mindanao stammt die 2023 von Hennemann beschriebene zweite Art der Gattung. Sie wurde als Mearnsiana maranao anhand eines einzelnen Männchens beschrieben, welches im Museum für Naturwissenschaften in Brüssel hinterlegt ist. Der Artzusatz ist dem Maranao-Volk gewidmet, einer überwiegend muslimische philippinische Volksgruppe, die in der Region um den Lanao-See beheimatet ist.
Die bisher beschrieben Arten sind:
- Mearnsiana bullosa Rehn, J.A.G. & Rehn, J.W.H., 1939
Syn. = Trachyaretaon manobo Lit & Eusebio, 2005
Syn. = Hennobrimus hennemanni Conle, 2006
- Mearnsiana maranao Hennemann, 2023

Rehn und Rehn beschrieben die Gattung in der Tribus Obrimini, welche Oliver Zompro 2004 in den Rang einer Unterfamilie erhob. Innerhalb dieser Unterfamilie stellte er die Gattung Mearnsiana in die neubeschriebene Tribus Miroceramiini. Diese wurde 2016 von Hennemann et al. wieder eingezogen und Mearnsiana wurde wieder in die Tribus Obrimini überführt. Diese Zuordnung wurde durch Bank et al. 2021 bestätigt. Die Schwestergattung von Mearnsiana ist demnach Aretaon.